# Hvolsvöllur
Hvolsvöllur és un poble menut del sud d'Islàndia que es troba uns 106 km a l'est de Reykjavík
Està situat a les marismes de Landeyjar, al districte Rangárþing eystra i té, segons el cens de Gener de 2011, 860 habitants.

## Característiques
La ruta Hringvegur passa per aquest poble. A les àrees dels voltants hi ha una població addicional d'unes 600 persones que formen part del mateix districte.
Prop de Hvolsvöllur hi ha un aeròdrom que ofereix vols a Vestmannaeyjar.
Þórsmörk, una vall baix de la glacera Mýrdalsjökull, no està gaire lluny.
L'àrea és l'escena d'una de les sagues islandeses més famoses, Njál's saga. Hvolsvöllur disposa d'un centre dedicat a aquesta i altres sagues islandeses.
L'any 2010, les erupcions del volcà Eyjafjallajökull van causar evacuacions a l'àrea circumdant, de forma que la gent va anar a refugiar-se a Hvolsvöllur, on la creu roja havia posat centres per a atendre les possibles incidències.